# Козіївська сільська рада (Коростишівський район)
Козіївська сільська рада — колишня адміністративно-територіальна одиниця та орган місцевого самоврядування у Коростишівському районі Малинської і Волинської округ, Київської й Житомирської областей Української РСР та України з адміністративним центром у с. Козіївка.

## Населені пункти
Сільській раді підпорядковані населені пункти:
- с. Козіївка

## Населення
Відповідно до результатів перепису населення СРСР, кількість населення ради, станом на 12 січня 1989 року, становила 660 осіб.
Станом на 5 грудня 2001 року, відповідно до перепису населення України, кількість мешканців сільської ради становила 523 особи.

## Склад ради
Рада складається з 14 депутатів та голови.

## Керівний склад сільської ради
| ПІБ                          | Основні відомості                                                                       | Дата обрання | Дата звільнення |
| ---------------------------- | --------------------------------------------------------------------------------------- | ------------ | --------------- |
| Лазарєв Олександр Васильович | Сільський голова, 1970 року народження, освіта, член Партії регіонів                    | 26.03.2006   | 31.10.2010      |
| Лазарєв Олександр Васильович | Сільський голова, 1970 року народження, освіта середня спеціальна, член Партії регіонів | 31.10.2010   |                 |

Примітка: таблиця складена за даними джерела

## Історія
Створена 1923 року в с. Козіївка Коростишівської волості Радомисльського повіту Київської губернії. 7 березня 1923 року увійшла до складу новоствореного Коростишівського району Малинської округи. На 1 жовтня 1941 року на обліку в раді числився хутір Мокровщина.
Станом на 1 вересня 1946 року сільська рада входила до складу Коростишівського району Житомирської області, на обліку в раді перебувало с. Козіївка, х. Мокровщина не перебував на обліку.
5 березня 1959 року, відповідно до рішення Житомирського облвиконкому № 161 «Про ліквідацію та зміну адміністративно-територіального поділу окремих рад області», до складу ради включено села Високий Камінь, Городське та Ново-Городська (згодом — Новогородецьке) ліквідованої Городської сільської ради. 11 січня 1960 року, відповідно до рішення Житомирського ОВК № 2 «Про зміни в адміністративно-територіальному поділі сільських рад в районах області», до складу ради включено с. Царівка ліквідованої Лазарівської сільської ради. 5 жовтня 1970 року, відповідно до рішення ЖОВК № 502 «Про взяття на облік новоутворених поселень та зміни в адміністративному підпорядкуванні деяких населених пунктів області», с. Царівка передане до складу Квітневої сільської ради Коростишівського району.
На 1 січня 1972 року сільська рада входила до складу Коростишівського району Житомирської області, на обліку в раді перебували села Високий Камінь, Городське, Козіївка та Новогородецьке.
18 березня 1992 року, відповідно до рішення Житомирської обласної ради, села Високий Камінь, Городське та Новогородецьке передані до складу відновленої Городської сільської ради Коростишівського району.
12 червня 2019 року територія та населені пункти ради увійшли до складу Старосілецької сільської територіальної громади Коростишівського району Житомирської області.